# Студенецкое сельское поселение (Мордовия)
Студенецкое се́льское поселе́ние — упразднённое муниципальное образование в Зубово-Полянском районе Мордовии Российской Федерации.
Административный центр — село Студенец.

## История
Статус и границы сельского поселения установлены Законом Республики Мордовия от 7 февраля 2005 года № 12-З «Об установлении границ муниципальных образований Зубово-Полянского муниципального района, Зубово-Полянского муниципального района и наделении их статусом сельского поселения, городского поселения и муниципального района».
Законом от 17 мая 2018 года N 40-З Студенецкое сельское поселение и сельсовет были упразднены, а входившие в их состав населённые пункты были включены в состав Анаевского сельского поселения и сельсовета с административным центром в селе Анаево.

## Население
| 2002 | 2010 | 2012 | 2013 | 2014 | 2015 | 2016 |
| ---- | ---- | ---- | ---- | ---- | ---- | ---- |
| 225  | ↘136 | ↘131 | ↘124 | ↘121 | ↘115 | ↗117 |
| 2017 |      |      |      |      |      |      |
| ↗120 |      |      |      |      |      |      |

## Состав сельского поселения
| № | Населённый пункт | Тип населённого пункта | Население |
| - | ---------------- | ---------------------- | --------- |
| 1 | Искра            | посёлок                | ↘5        |
| 2 | Студенец         | село                   | ↘123      |
| 3 | Тупик 9 км       | посёлок                | ↘8        |